# Lundy
Lundy is het grootste eiland in het Kanaal van Bristol. Het ligt 19 kilometer van de kust van Devon, Engeland, en is onderdeel van het district Torridge.
Lundy wordt het meest door dagjesmensen bezocht. Het eiland heeft een rijke fauna en flora. Ook is er een pub, een postkantoor/winkeltje, een camping en diverse huisjes die te huur zijn. Ook is er een boerderij en een kerk. Het eiland is te bezoeken met de boot vanuit Devon.
Lundy heeft zijn eigen postzegels. Ook hebben ze eigen munten gehad (uitgegeven in 1929 en 1965), een Puffin en een halve Puffin. Na de laatste uitgave is de gebruikelijke betaalwijze het Britse pond.

## Afbeeldingen van het eiland Lundy

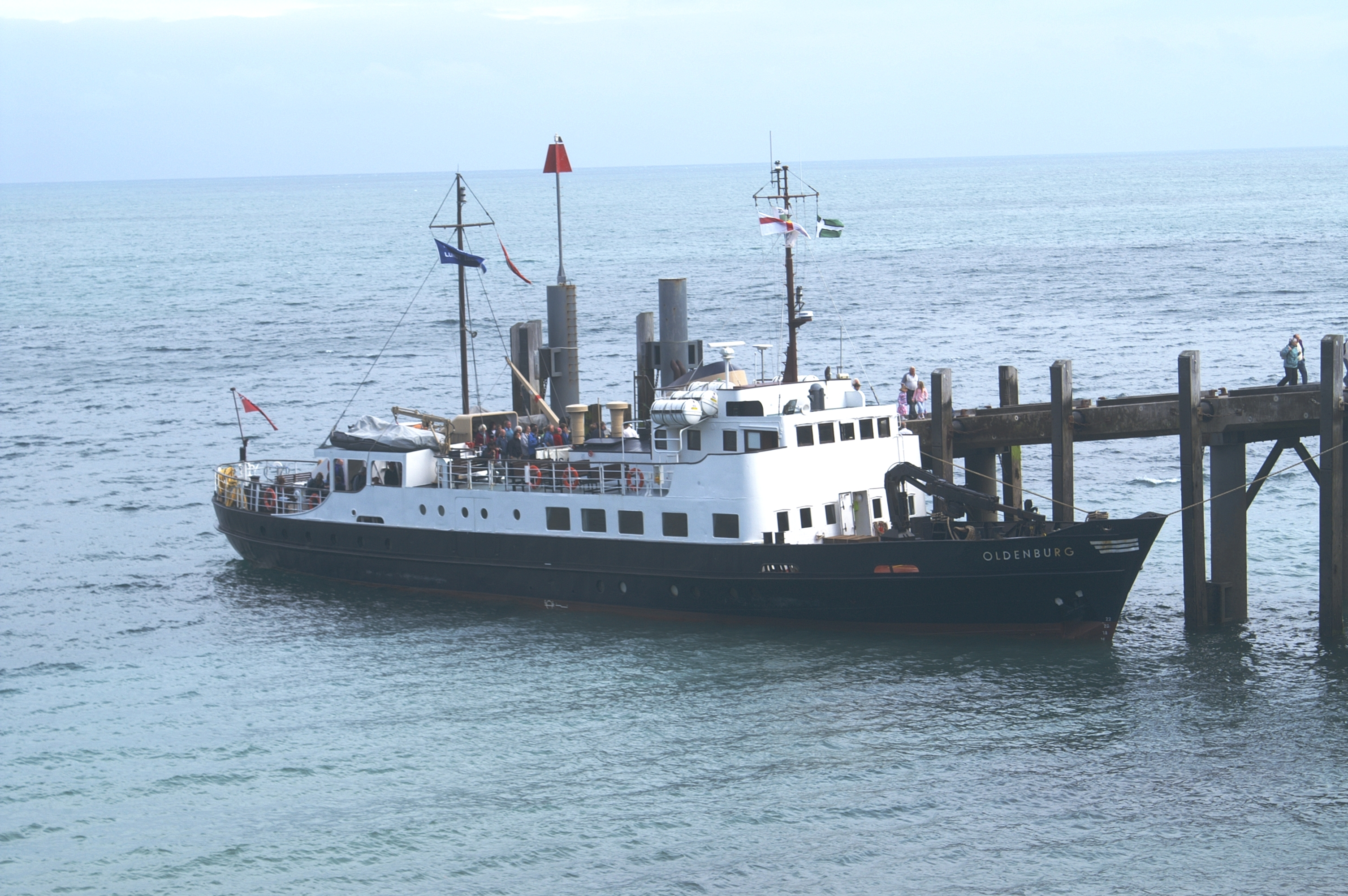
De Oldenburger, de boot die naar Lundy vaart
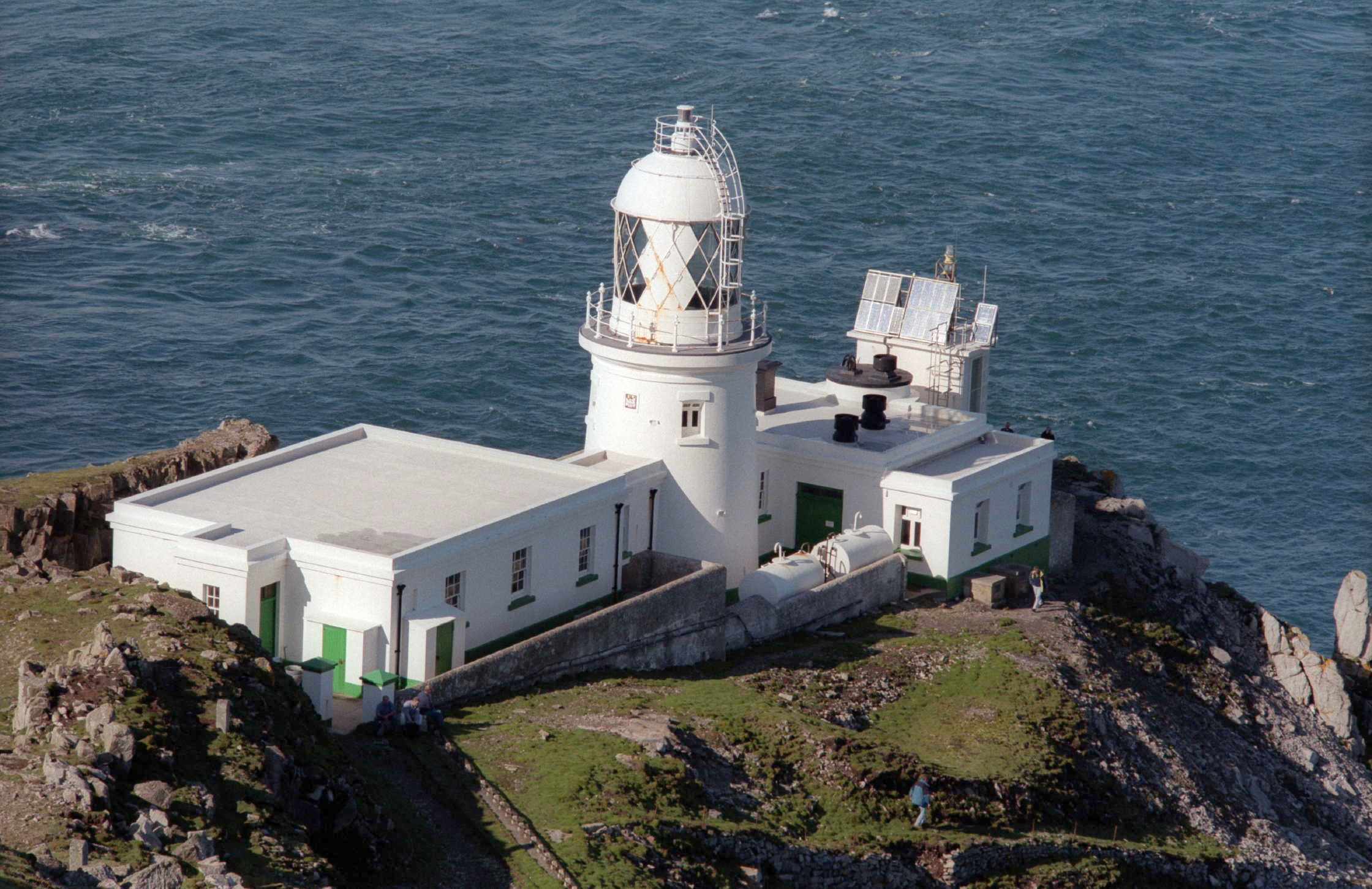
De vuurtoren van Noord-Lundy
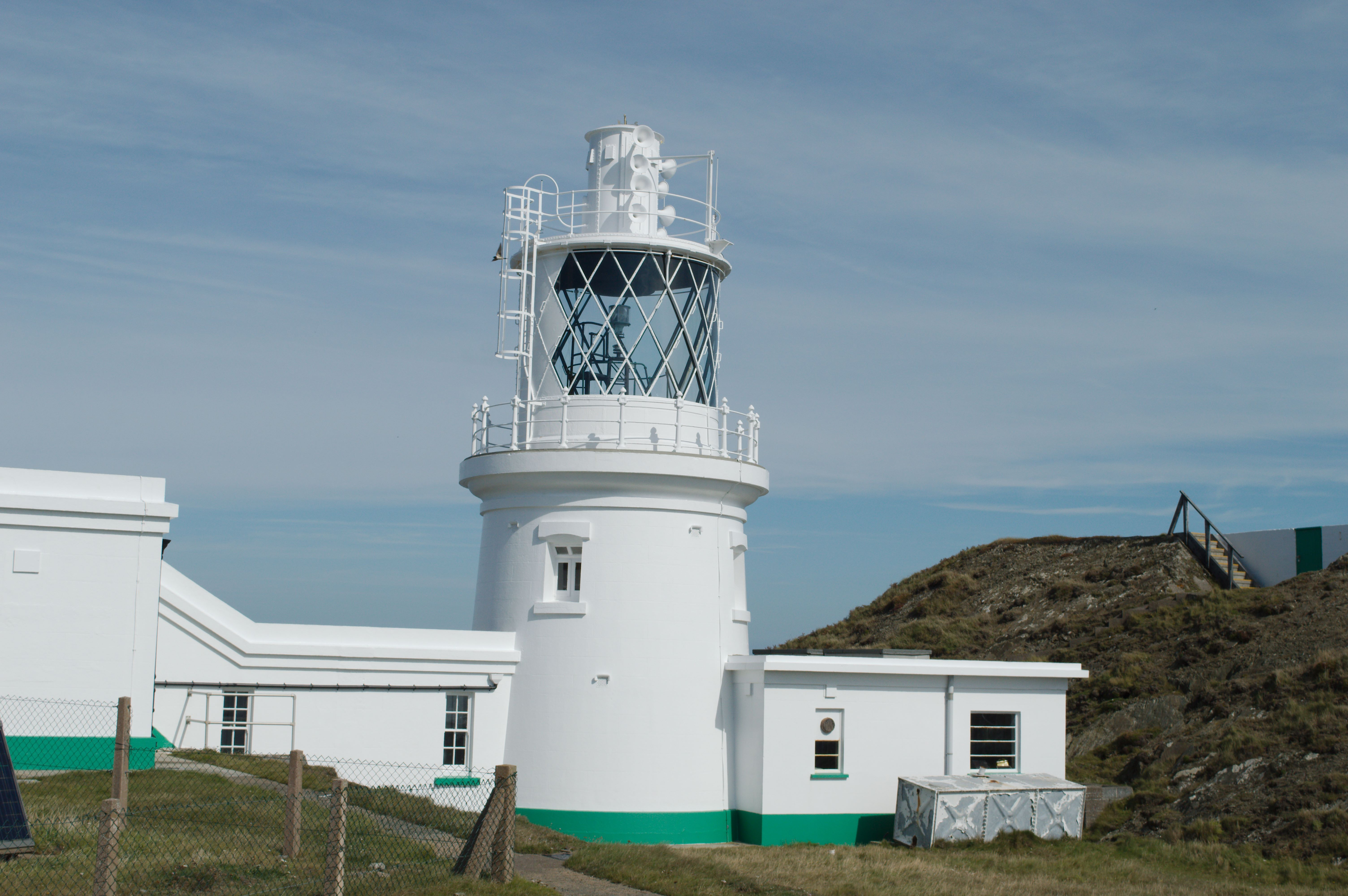
De vuurtoren van Zuid-Lundy
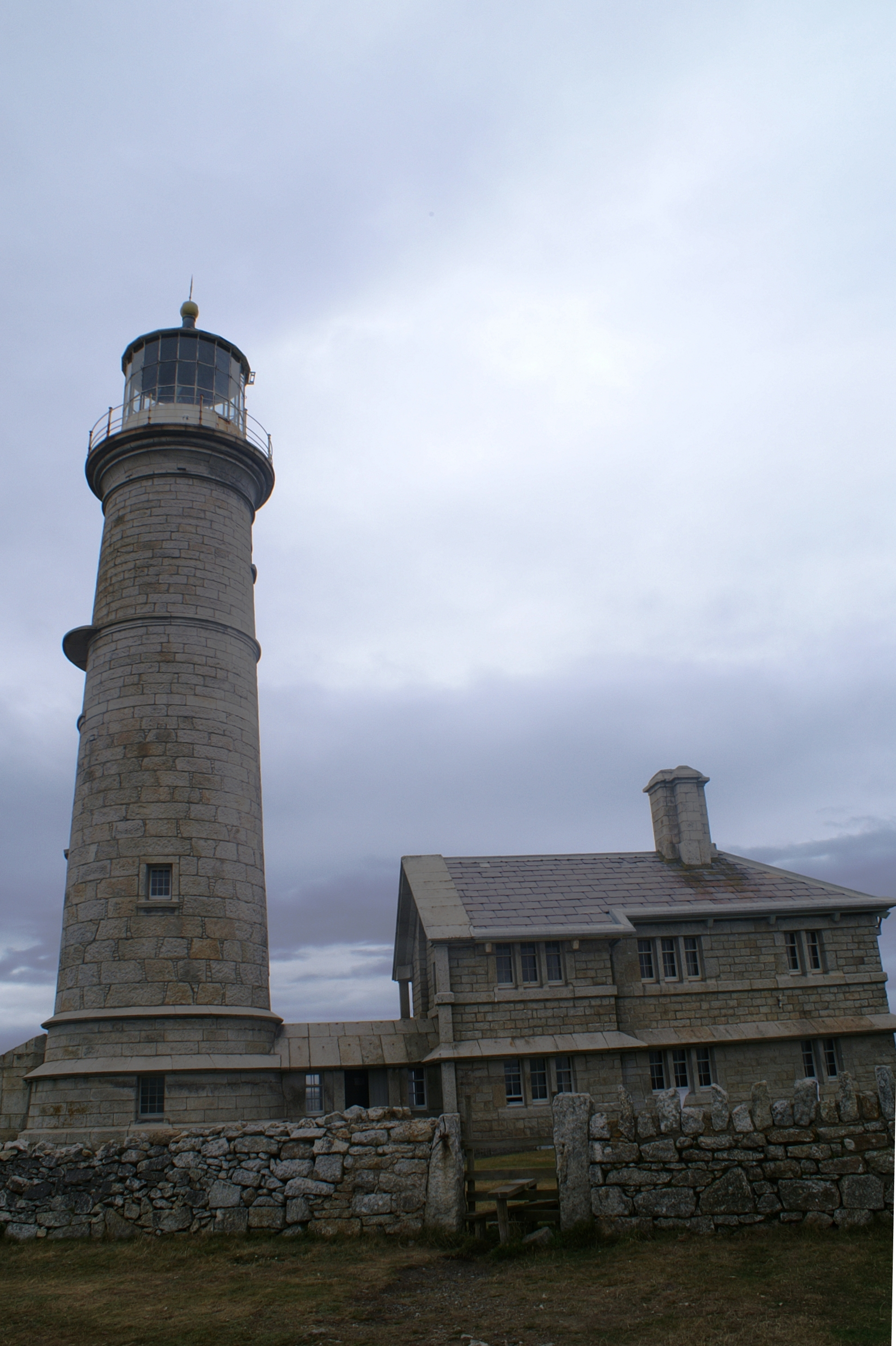
De oude vuurtoren
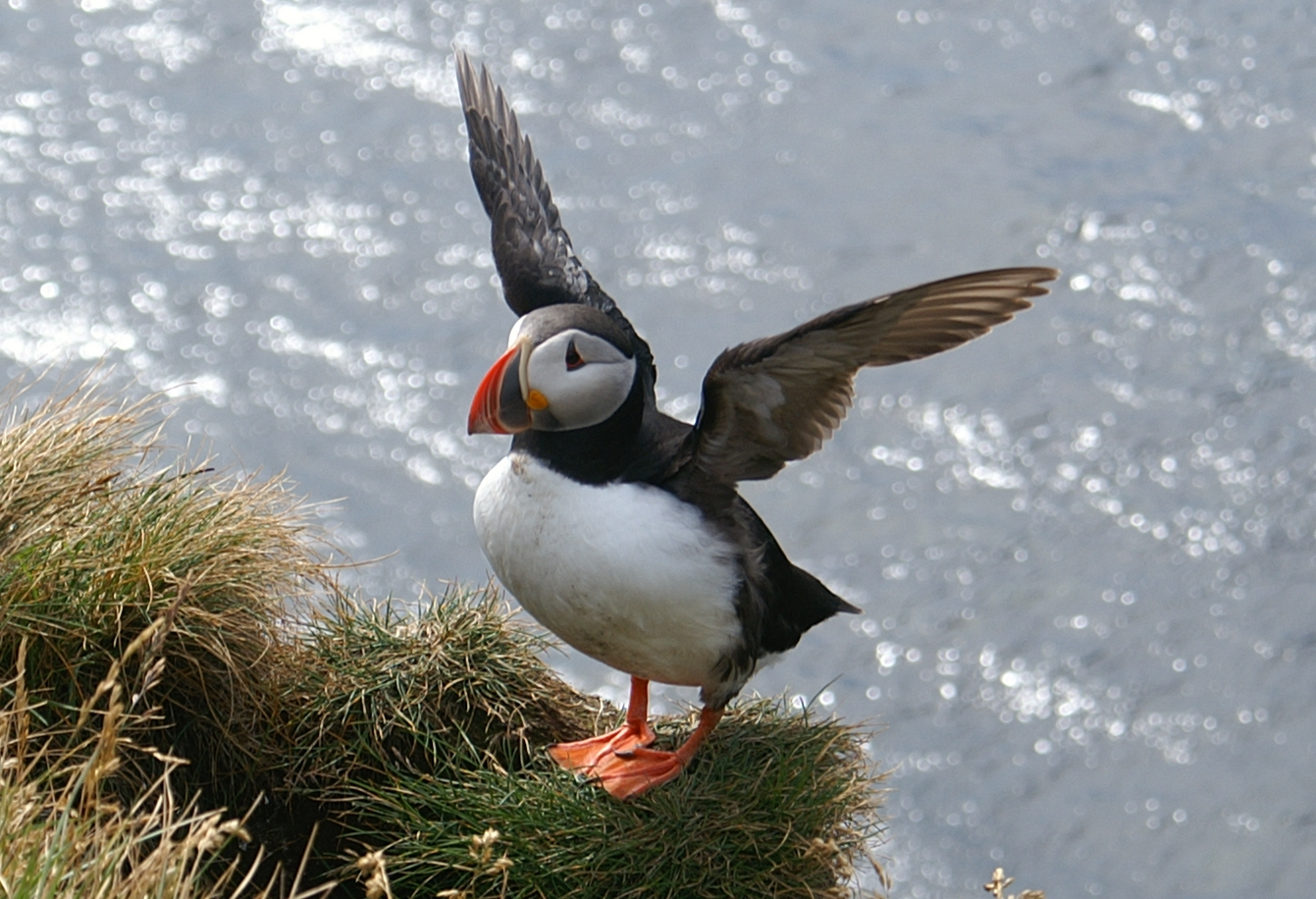
Een papegaaiduiker
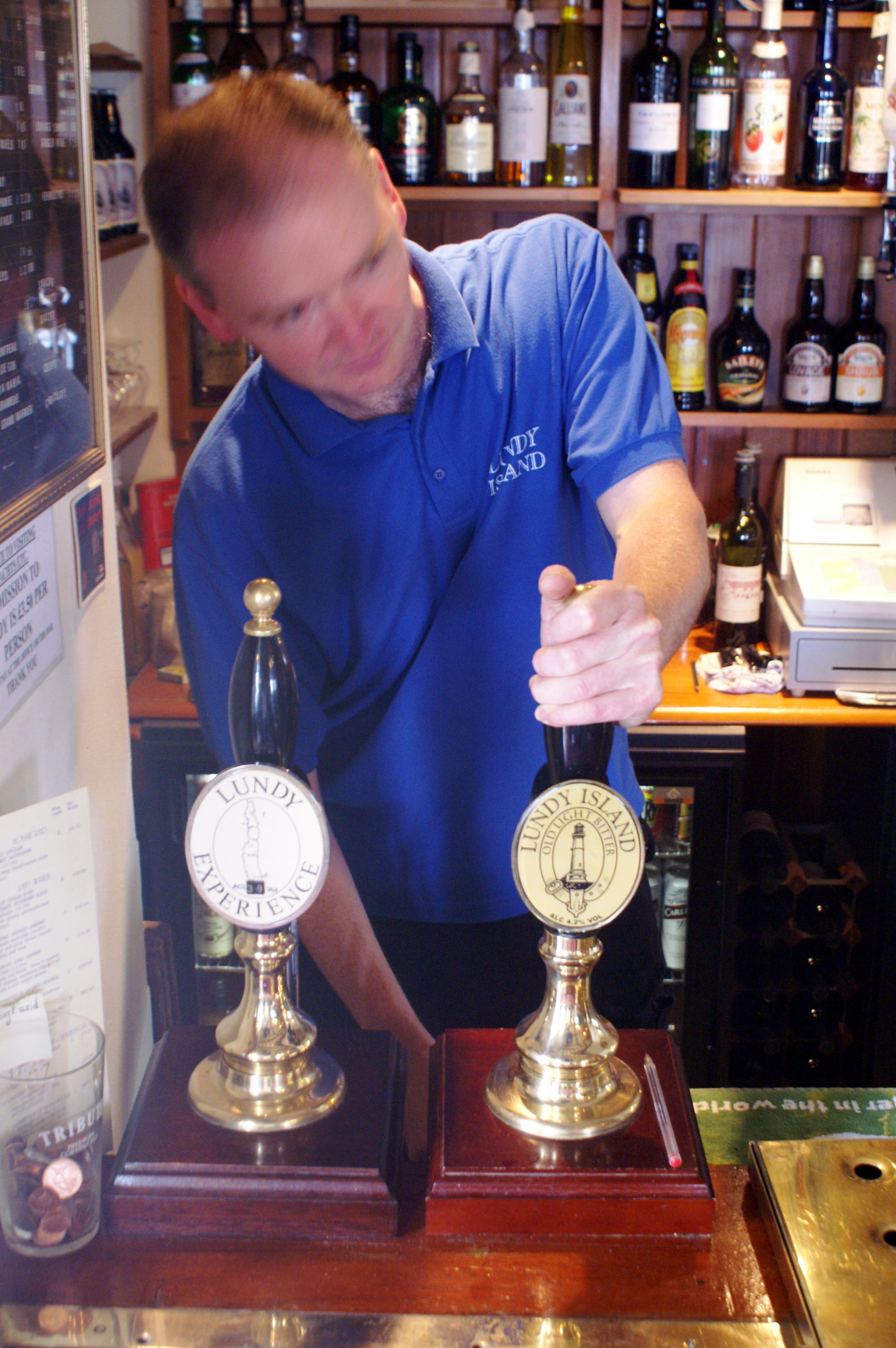
Eilandbier in de pub op Lundy
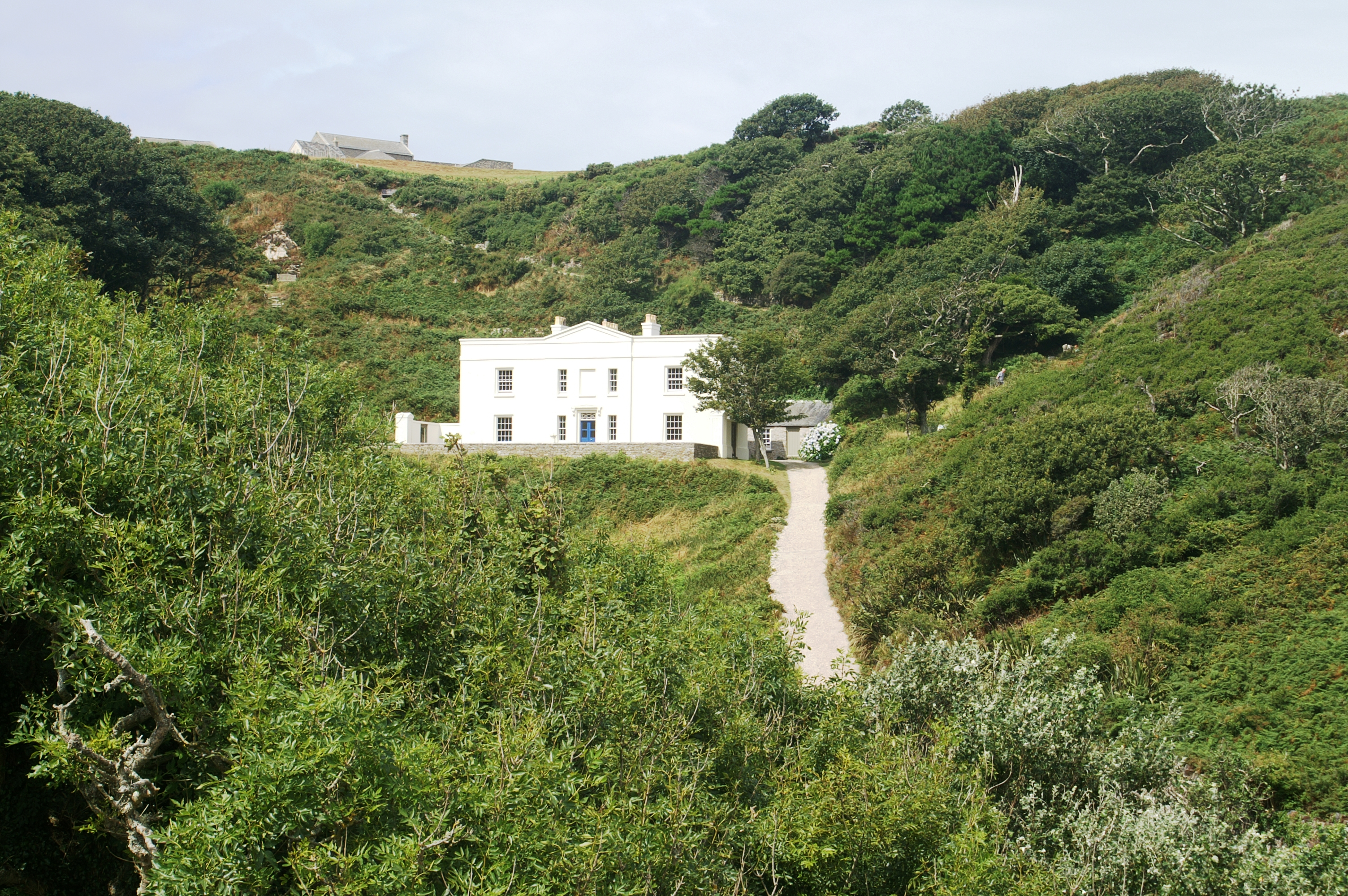
Millcombe House
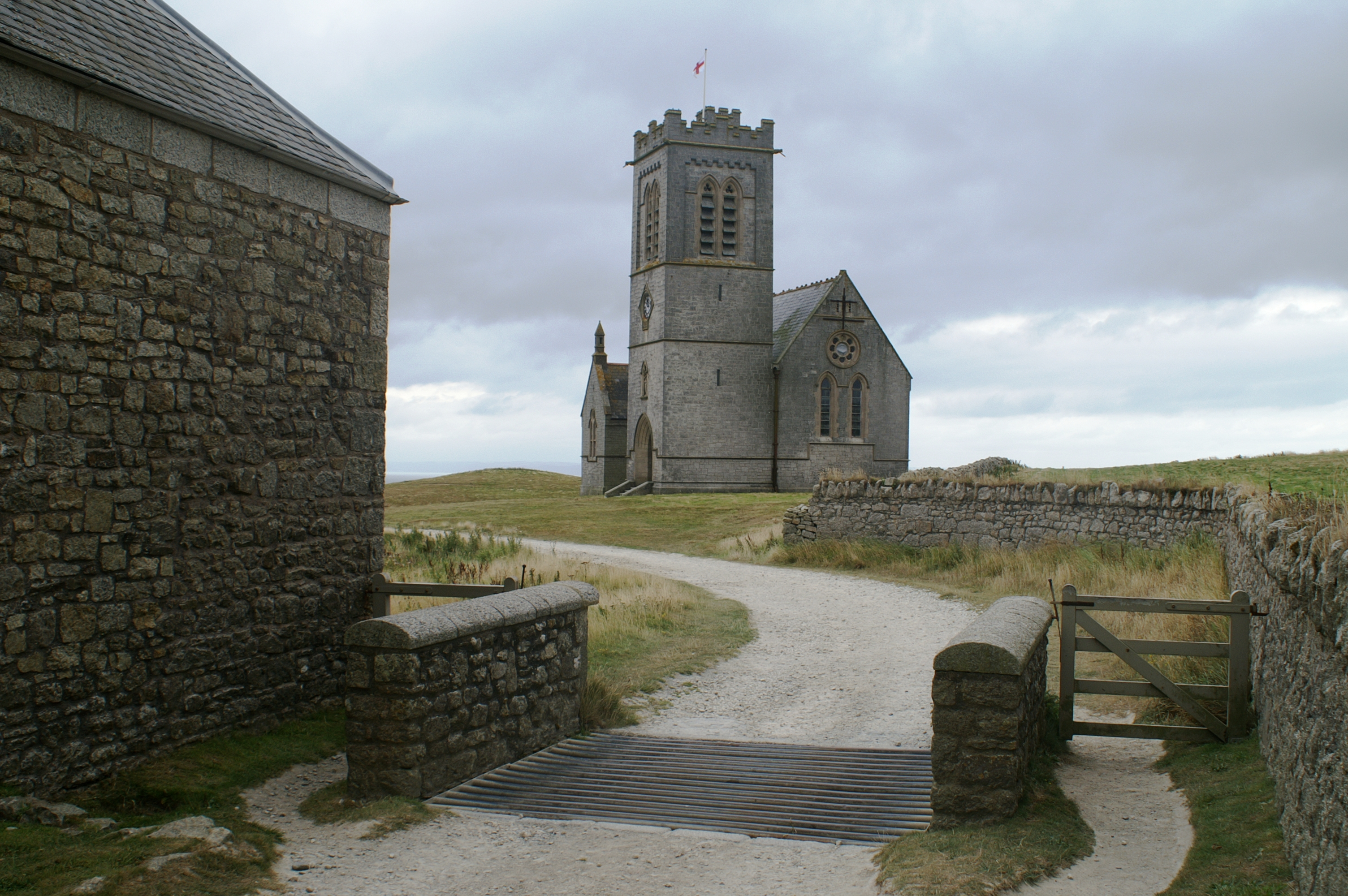
St. Helenakerk
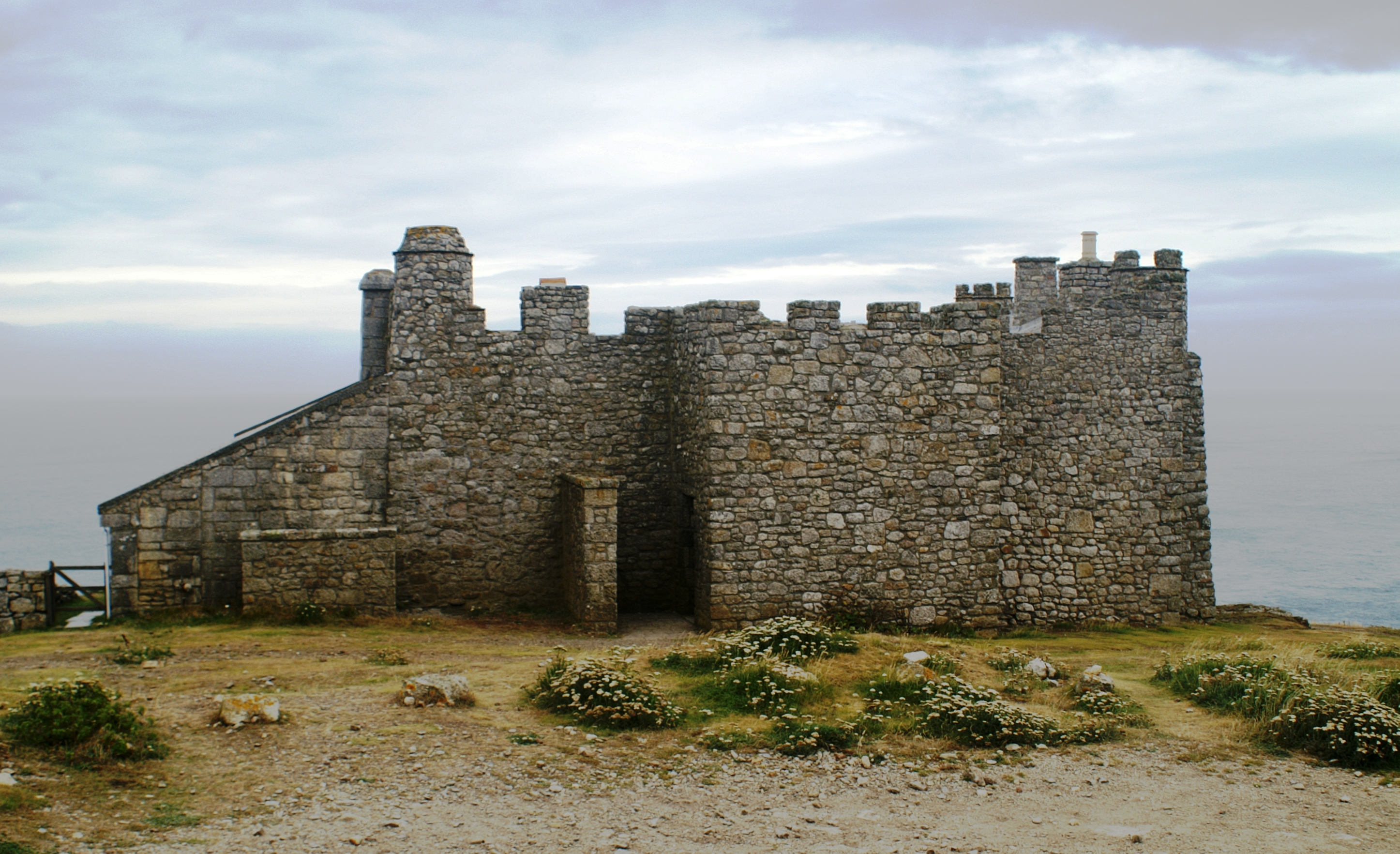
Marisco kasteel
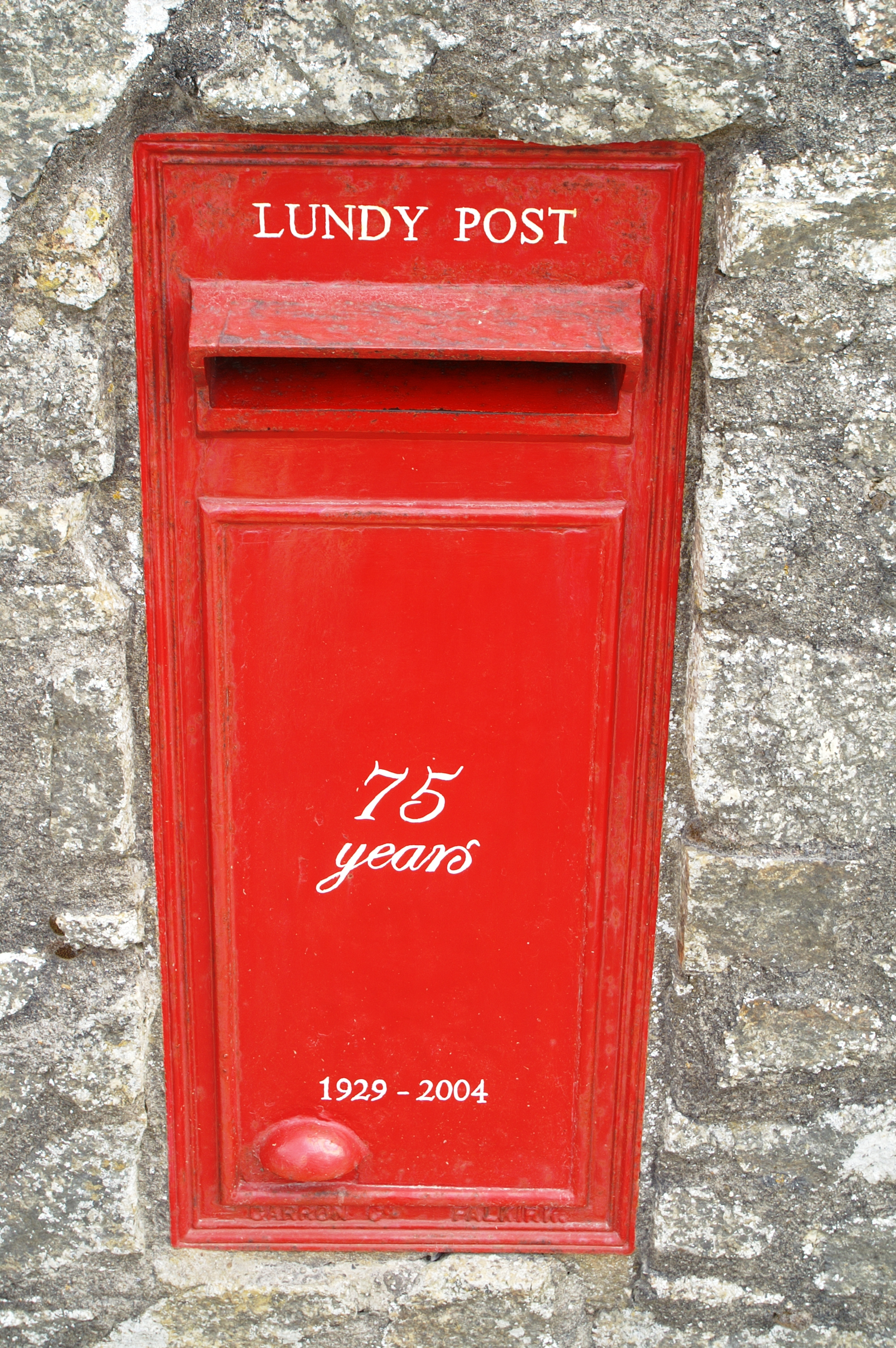
Lundypostbus
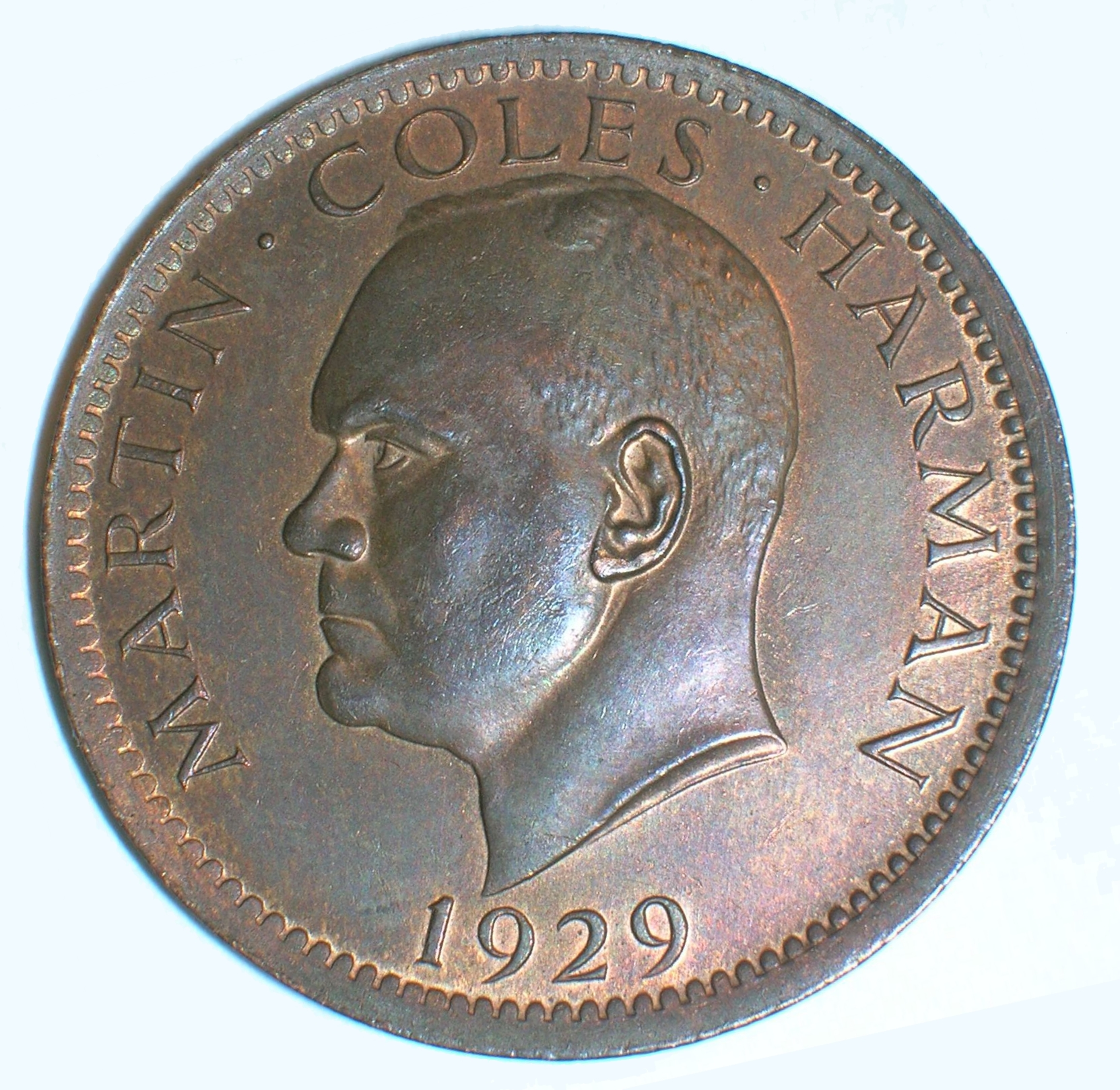
1 Puffinmunt uit 1929
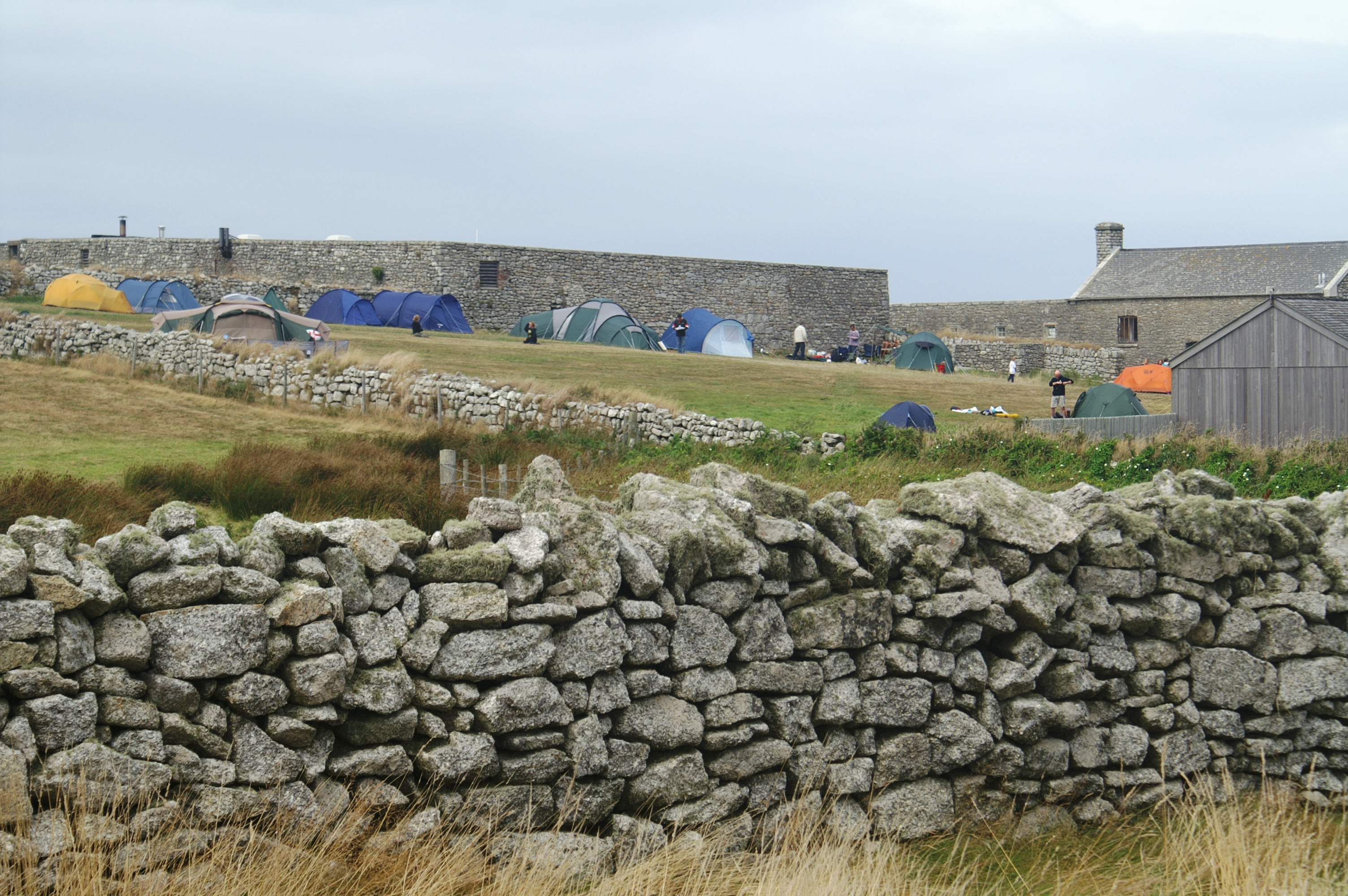
Lundycamping